# 完整羽爪節蜱
完整羽爪節蜱（学名：Diptilomiopus perfectus）为双羽爪節蜱科羽爪節蜱屬下的一个种。